# Гаврилівка (Мелітопольський район)
Гаври́лівка (до 1938 — Гаври́лівка, до 2024 — Чкалове) — село в Україні, адміністративний центр Чкаловської сільської громади Мелітопольського району Запорізької області. Населення — 1100 осіб (2001).

## Географія
Село Гаврилівка розташоване за 181 км від обласного центру та 72 км від районного центру. Сусідні населені пункти: на заході від селища Веселе (20 км), Зелений Гай (4 км) та Менчикури (5 км).

## Історія
Село засновано 1812 року під первинною назвою Гаврилівка, у Менчикурській долині, поблизу урочища Довгий Під. Першими поселенцями були державні селяни з Великої Білозерки Гаврило Шкіндер та Єфимій Шматко, які того ж року заснували хутір. Від імені першопоселенця Гаврила Шкіндера й пішла назва села.
Обабіч Гаврилівського хутора осідали нові переселенці — переважно вихідці з Великої Білозерки. У 1855 році розрізнені хутори злилися в єдине село, в якому налічувалося 200 подвір'їв. Того ж року за рішенням великобілозерського та гаврилівського селянських сходів частину переселенців повернуто до Великої Білозерки.
Переселяли сина до батька, меншого брата до старшого, або одного з братів до двох інших. Внаслідок такого переселення у Гаврилівці залишилось 127 дворів, проте населення зростало переважно за рахунок нових переселенців з північних губерній, які шукали вільних земель. У 1862 році сюди прибуло 14 сімей (57 ревізьких душ) з Київської губернії. Станом на 1864 рік в селі проживало 694 особи.
Станом на 1886 рік в селі Гаврилівка Веселівської волості Мелітопольського повіту Таврійської губернії мешкало 1414 осіб, налічувалось 190 дворів, існували православна церква та лавка.
Напередодні Першої світової війни із 3920 чоловік населення Гаврилівки 1022 чоловіки постійно перебували на заробітках за межами села.
7 (20) листопада 1917 року, відповідно до Третього Універсалу Української Центральної Ради, увійшло до складу Української Народної Республіки.
Село зазнало Голодомору 1932—1933 років, організованого радянським урядом з метою винищення місцевого українського населення. Кількість встановлених жертв за даними Державного архіву Запорізької області — 248 осіб.
У 1962—1965 роках село перебувало у складі Михайлівського району Запорізької області. З 4 січня 1965 року у складі Веселівського району.
З 21 липня 2017 року село — адміністративний центр Чкаловської сільської громади.
19 липня 2020 року, в результаті адміністративно-територіальної реформи та ліквідації Веселівського району, село увійшло до складу новоутвореного Мелітопольського району.
22 червня 2023 року рішенням Національної комісії зі стандартів державної мови віднесено до списку населених пунктів, які «можуть не відповідати лексичним нормам української мови», зокрема стосуватися «російської імперської чи колоніальної політики». Громаді рекомендовано обґрунтувати доцільність збереження поточної назви або запропонувати нову назву в установленому законодавством порядку.
10 квітня 2024 року Комітет Верховної Ради України з питань організації державної влади, місцевого самоврядування, регіонального розвитку та містобудування підтримав повернення історичної назви Гаврилівка.
18 вересня 2024 року, відповідно з постановою Верховної Ради України № 12043, ухвалено рішення про перейменування села Чкалове на Гаврилівка.

## Населення
За переписом населення України 2001 року в селі мешкало 1086 осіб.

### Мова
Розподіл населення за рідною мовою за даними перепису 2001 року:
| Мова       | Відсоток |
| ---------- | -------- |
| українська | 92,82 %  |
| російська  | 6,55 %   |
| грецька    | 0,09 %   |
| інші       | 0,54 %   |

## Вулиці села
У селі 10 вулиць: Зої Космодем'янської, Миру, Молодіжна, Паркова, Партизанська, Подова, Сонячна, Чарівна, Черняховського та Чкалова.

## Економіка
- КСП імені Чкалова.
- Кооператив «Колос».
- Сенсор, ТОВ.
- Байда, ФГ.
- ТОВ, Ніка
- ТОВ, Лавіс

## Об'єкти соціальної сфери
- НВК.
- Школа.
- Дитячий садочок.
- Будинок культури.
- Музей історії.

## Релігія
У селі є парафія та храм Успіння Пресвятої Богородиці, що належать до Веселівського благочиння Запорізької єпархії Православної Церкви України.